# الروح (فلم)
الروح هو فيلم بطل خارق أمريكي من نوع نيو-نوار لعام 2008 من تأليف وإخراج فرانك ميلر وبطولة غابرييل ماشت، وإيفا مينديز، وسارة بولسون، ودان لوريا، وباز فيجا، وسكارليت جوهانسون، وصامويل جاكسون. استنادًا إلى شريط هزلي بنفس العنوان، بقلم ويل ايسنر، وإنتاج "أودلوت" و أفلام ليونزغيت،  يحكي الفيلم قصة بطل خارق يشبه الشبح يدافع عن سنترال سيتي من الأخطبوط الذي يتنافس مع صديق طفولة البطل الخارق ساند ساريف. من أجل دماء هيراكليس لكي يصبح خالداً.
عُرض الفيلم في دور العرض بالولايات المتحدة في 25 ديسمبر 2008، إلا أن الفيلم نال مراجعات سلبية كما فَشِل تجارياً. تم إصداره لاحقًا على أقراص دي في دي وبلو راي في 14 أبريل 2009.